# Rede
En rede er et sted hvor et dyr har sine unger og/eller æg.
Mange dyrearter laver reder, specielt mange dyr der lægger æg.
Se også:
- Fuglerede
- Almindeligt egern

| Dyr | Spire Denne artikel om dyr er en spire som bør udbygges. Du er velkommen til at hjælpe Wikipedia ved at udvide den. |

- Wikimedia Commons har flere filer relateret til Rede